# Bembix ochracea
Bembix ochracea  (лат.) — вид песочных ос рода Bembix из подсемейства Bembicinae (Crabronidae). Обнаружены в южной Африке: Намибия, ЮАР. Среднего размера осы: длина тела около 2 см. Тело коренастое, чёрное с развитым жёлтым рисунком. Лабрум вытянут вперёд подобно клюву. Ассоциированы с растениями 9 семейств: Boraginaceae (Heliotropium sp. not tubulosum); Acanthaceae (Monechma genistifolium (Engl.) C.B. Clarke); Amaranthaceae (Hermbstaedtia sp.); Asteraceae (Geigeria pectidea (DC.) Harv. и Geigeria sp. (Asteraceae)); Aizoaceae (Mesembryanthema, Brownanthus kuntzei (Schinz) Ihlenf. & Bittrich, Psilocaulon salicornioides (Pax) Schwantes (Aizoaceae: Mesembryanthema) и Psilocaulon glareosum (Berger) Dinter & Schwantes; non-Mesembryanthema, Galenia papulosa (Eckl. & Zeyh.) Sond.); Zygophyllaceae (Tribulus sp. и Zygophyllum simplex L.); Apiaceae (Deverra denudata (Viv.) Pfisterer & Podl.); Fabaceae (Mimosoideae, Acacia sp.); Apocynaceae (Carissa haematocarpa (Eckl.) DC; Asclepiadaceae, Gomphocarpus filiformis (E. Mey.) D. Dietr.). В качестве жертв предположительно используют мух, однако точные данные отсутствуют. Вид был впервые описан в 1893 году австрийским энтомологом Антоном Хандлиршом (Anton Handlirsch, 1865—1935) по материалам из Южной Африки
.